# أوموت بولوت
أوموت بولوت (بالتركية: Umut Bulut)‏ (ولد في يوم 15 مارس 1983 في بلدة يشيلهيسار في تركيا) هو مهاجم كرة قدم ترك يلعب حالياً مع نادي غلطة سراي. سبق له اللعب مع نادي تولوز في فرنسا وأندية طرابزونسبور وإنغولسبور وأنقرة غوجو وبترول أوفيسي ولعب مع منتخب تركيا لكرة القدم.
توفى والده كمال بولوت في تفجير أنقرة الذي شهدته المدينة في مارس 2016 وأسفر عن وفاة 37 شخصًا على الأقل.

## روابط خارجية
- أوموت بولوت على موقع الاتحاد الدولي (مؤرشف)  (الإنجليزية)
- أوموت بولوت على موقع الاتحاد الأوربي (الإنجليزية)
- أوموت بولوت على موقع اتحاد تركيا (لاعب) (الإنجليزية)
- أوموت بولوت على موقع قاعدة بيانات كرة القدم.إي يو (الإنجليزية)
- أوموت بولوت على موقع ناشيونال فوتبول تيمز (الإنجليزية)
- أوموت بولوت على موقع Soccerway.com (الإنجليزية)
- أوموت بولوت على موقع عالم كرة القدم.نت (الإنجليزية)
- أوموت بولوت على موقع AS.com (الإسبانية)